# Vryokastro (Citnos)
Vryokastro (Βρυόκαστρο en griego moderno) es un sitio arqueológico en Citnos y fue probablemente la antigua capital de la isla. Fue habitada desde el siglo XII a. C. hasta el siglo VI-VII d. C.

## Nombre
Como ciudad antigua se llamaba Kythnos (Citnos) y la isla recibió su nombre. También se la conoce como Ovriokastro y Rigokastro.

## Localización
Vryokastro se encuentra en el lado noroeste de la isla, entre la bahía de Merihas y la de Apokrousi. La ciudad tenía una superficie de 300 acres, estaba rodeada de murallas y parte de ella era el actual islote rocoso de Vryokastraki, que entonces estaba conectado a la ciudad por tierra. Las investigaciones y excavaciones submarinas demuestran que antes de la subida del nivel del mar, que provocó la separación del islote de la costa, había edificios que ahora están en el agua junto con los muros ahora sumergidos.

## Ciudad
La excavación de la zona continúa activa. Hasta la fecha, se han encontrado en la zona de asentamiento edificios públicos, un acueducto, una acrópolis, dos necrópolis, un puerto, un santuario, un templo, un montículo monumental y un gran edificio del periodo clásico tardío y helenístico.

### Santuario
Entre 2000 y 2016 se llevó a cabo la excavación de un santuario no saqueado de los periodos arcaico, clásico y helenístico. El templo del santuario estaba intacto y contenía todas las ofrendas en su lugar, y la mayoría de estas ofrendas eran valiosas. La excavación al sur del templo reveló dos altares, así como un amplio depósito de ofrendas que también contenía cientos de objetos valiosos.

### Túmulo monumental
Situado al oeste del santuario. Su estudio comenzó en 2009. Se cree que se identifica con el ágora de la ciudad durante el periodo helenístico.

### Edificio público
Un poco más abajo de la colina, se excavó un edificio de dos plantas que se cree que fue el prytaneum de la ciudad durante el periodo clásico-helenístico.

### Complejo del santuario de la Ciudad Alta
Consiste en una serie de edificios excavados y saneados entre 2016 y 2018. Están situados en una serie de 800 metros de longitud. Se mencionan con reservas como templos de Asclepio, de los Dioses de Samotracia, de Afrodita, de Apolo y de Artemisa.

## Vryokastraki
Excavado entre 2018 y 2020, sus excavaciones documentan la presencia humana en el siglo XII a. C. en la isla. Cuando en la antigüedad estaba conectado a la costa, formaba la parte occidental del puerto de la ciudad. Las excavaciones revelaron una colina monumental, un altar monumental, la primera basílica paleocristiana de tres naves encontrada en la isla y un complejo de edificios de 90 metros de largo con 15 habitaciones rectangulares.

## Investigación y excavación submarina
Entre 2005 y 2011 se llevaron a cabo investigaciones y excavaciones subacuáticas en el antiguo puerto de Vryokastro, la actual bahía de Mandraki. Se encontraron edificios en la orilla y en el fondo del mar, se cartografió todo el puerto y se excavó un edificio que parece ser parte de la muralla.